# Stručni ispit
Cilj stručnog ispita je utvrđivanje profesionalne, poglavito metodičke i pedagoško-psihološke osposobljenosti pripravnika za odgojno-obrazovni rad. Pripavnik u odgoju i obrazovanju je učitelj ili volonter na poslovima učitelja, bez položenog stručnog ispita u radnom odnosu na određeno ili neodređeno vrijeme. Svrha pripravničkog staža je osposobiti učitelje i stručne suradnike bez radnog iskustva, za uspješno, stručno i samostalno obavljanje poslova u osnovnoj odnosno srednjoj školi. 

## Program polaganja stručnog ispita
Program stažiranja i polaganja stručnog ispita sastoji se od općeg i metodičkog dijela.